# Кутамундра (избирательный округ)
Избирательный округ Кутамундра (англ. Electoral district of Cootamundra) — избирательный округ законодательного собрания австралийского штата Новый Южный Уэльс.
Кутамундра — это региональный избирательный округ, включающий в себя районы местного самоуправления Бланд, Наррандера, Куламон, Темора, Джуни, Веддин, Коура, часть Совета Хиллтопс и Регионального совета Кутамундра-Гундагай.

## История
Кутамундра сначала существовала как одномандатный избирательный округ с 1904 по 1941 годы и избирала одного депутата с 1904 по 1920 год и с 1927 по 1941 год. Округ был создан в результате перераспределения границ избирательных округов в 1904 году после референдума 1903 года в Новом Южном Уэльсе, который потребовал сокращения числа членов Законодательного собрания со 125 до 90. Он состоял из части бывшего округа Муррумбиджи и частей упразднённых округов Гундагай, Уогга-Уогга и Янг.
В 1920 году, после введения пропорционального представительства, в него вошли Буррангонг и Ясс, и в нём были избраны три депутата. Пропорциональное представительство было отменено в 1927 году, Янг и Темора были отделены от округа, а Кутамундра снова стала одномандатным избирательным округом. Округ Кутамундра был упразднён в 1941 году.
Кутамундра была воссоздана к выборам штата 2015 года, объединив западную часть упразднённого округа Бурринджук с восточной частью упразднённого округа Муррумбиджи.

## Депутаты от Кутамундры
| Одномандатный (1904—1920) | Одномандатный (1904—1920) | Одномандатный (1904—1920) | Одномандатный (1904—1920) |
| Депутат                   | Депутат                   | Партия                    | Срок                      |
| ------------------------- | ------------------------- | ------------------------- | ------------------------- |
|                           | Уильям Холман             | Лейбористская             | 1904–1917                 |
|                           | Уильям Холман             | Националистическая        | 1917–1920                 |

| Три депутата (1920—1927) | Три депутата (1920—1927) | Три депутата (1920—1927) | Три депутата (1920—1927) | Три депутата (1920—1927) | Три депутата (1920—1927) | Три депутата (1920—1927) | Три депутата (1920—1927) | Три депутата (1920—1927) | Три депутата (1920—1927) | Три депутата (1920—1927) | Три депутата (1920—1927) |
| Депутат                  | Депутат                  | Партия                   | Срок                     | Депутат                  | Депутат                  | Партия                   | Срок                     | Депутат                  | Депутат                  | Партия                   | Срок                     |
| ------------------------ | ------------------------ | ------------------------ | ------------------------ | ------------------------ | ------------------------ | ------------------------ | ------------------------ | ------------------------ | ------------------------ | ------------------------ | ------------------------ |
|                          | Грег МакГирр             | Лейбористская            | 1920–1922                |                          | Питер Лафлин             | Лейбористская            | 1920–1926                |                          | Хью Мейн                 | Прогрессивная            | 1920–1925                |
|                          | Джим МакГирр             | Лейбористская            | 1922–1925                |                          | Питер Лафлин             | Лейбористская            | 1920–1926                |                          | Хью Мейн                 | Прогрессивная            | 1920–1925                |
|                          | Кен Хоад                 | Лейбористская            | 1925–1927                |                          | Питер Лафлин             | Лейбористская            | 1920–1926                | Аграрная                 | Хью Мейн                 | 1925–1927                |                          |
|                          | Кен Хоад                 | Лейбористская            | 1925–1927                | Независимый              | Питер Лафлин             | 1926–1927                |                          | Аграрная                 | Хью Мейн                 | 1925–1927                |                          |

| Single-member (1927–1941) | Single-member (1927–1941) | Single-member (1927–1941) | Single-member (1927–1941) |
| Member                    | Member                    | Party                     | Term                      |
| ------------------------- | ------------------------- | ------------------------- | ------------------------- |
|                           | Кен Хоад                  | Лейбористская             | 1927–1932                 |
|                           | Билл Росс                 | Аграрная                  | 1932–1941                 |

| Single-member (2015–present) | Single-member (2015–present) | Single-member (2015–present) | Single-member (2015–present) |
| Member                       | Member                       | Party                        | Term                         |
| ---------------------------- | ---------------------------- | ---------------------------- | ---------------------------- |
|                              | Катрина Ходжкинсон           | Национальная                 | 2015–2017                    |
|                              | Стеф Кук                     | Национальная                 | 2017–н.в                     |

## Результаты выборов
| Выборы в штате Новый Южный Уэльс (2023): Кутамундра | Выборы в штате Новый Южный Уэльс (2023): Кутамундра | Выборы в штате Новый Южный Уэльс (2023): Кутамундра | Выборы в штате Новый Южный Уэльс (2023): Кутамундра | Выборы в штате Новый Южный Уэльс (2023): Кутамундра | Выборы в штате Новый Южный Уэльс (2023): Кутамундра |
| Партия                                              | Партия                                              | Кандидат                                            | Голоса                                              | %                                                   | ±%                                                  |
| --------------------------------------------------- | --------------------------------------------------- | --------------------------------------------------- | --------------------------------------------------- | --------------------------------------------------- | --------------------------------------------------- |
|                                                     | Национальная                                        | Стеф Кук                                            | 34 470                                              | 70,6                                                | ▲9,4                                                |
|                                                     | Лейбористская                                       | Крис Далитц                                         | 6566                                                | 13,4                                                | ▼2,3                                                |
|                                                     | Охотников, рыболовов и фермеров                     | Джейк Каллен                                        | 4209                                                | 8,6                                                 | ▼7,0                                                |
|                                                     | Зелёные                                             | Джеффри Паслоу                                      | 1198                                                | 2,5                                                 | ▼0,4                                                |
|                                                     | Независимый кандидат                                | Роберт Янг                                          | 1113                                                | 2,3                                                 | ▲2,3                                                |
|                                                     | Независимый кандидат                                | Брайан Фишер                                        | 674                                                 | 1,4                                                 | ▲1,4                                                |
|                                                     | Устойчивая Австралия                                | Крис О'Рурк                                         | 618                                                 | 1,3                                                 | ▼0,1                                                |
| Большинство                                         | Большинство                                         | Большинство                                         | 48 848                                              | 97,7                                                | ▲0,4                                                |
| Явка                                                | Явка                                                | Явка                                                | 49 991                                              | 89,2                                                | ▼2,9                                                |
| Двухпартийное голосование                           |                                                     |                                                     |                                                     |                                                     |                                                     |
|                                                     | Национальная                                        | Стеф Кук                                            | 36 446                                              | 82,1                                                | ▲5,5                                                |
|                                                     | Лейбористская                                       | Крис Далитц                                         | 9673                                                | 22,93                                               | ▼5,5                                                |
|                                                     | Национальная (удержание)                            | Национальная (удержание)                            | Свинг                                               | ▲5,5                                                |                                                     |